# Villademor de la Vega
Villademor de la Vega ist ein Ort und eine nordspanische Gemeinde mit 291 Einwohnern (Stand: 2024) in der Provinz León und der Region Kastilien-León.

## Lage und Klima
Villademor de la Vega liegt etwa 29 Kilometer südlich von León im Nordwesten der Iberischen Meseta in einer Höhe von ca. 745 m. Der Fluss Esla begrenzt die Gemeinde im Osten. Durch die Gemeinde führt die Autovía A-66. 
Das Klima im Winter ist rau, im Sommer dagegen trocken und warm; der Regen (499 mm/Jahr) fällt überwiegend im Winterhalbjahr.

## Bevölkerungsentwicklung
| Jahr      | 1970 | 1981 | 1991 | 2001 | 2011 | 2021 |
| Einwohner | 775  | 642  | 542  | 442  | 390  | 306  |

Aufgrund der durch die Mechanisierung der Landwirtschaft und der Aufgabe von bäuerlichen Kleinbetrieben ausgelösten Landflucht ist die Bevölkerung des Dorfes seit der Mitte des 19. Jahrhunderts kontinuierlich gewachsen.

## Sehenswürdigkeiten

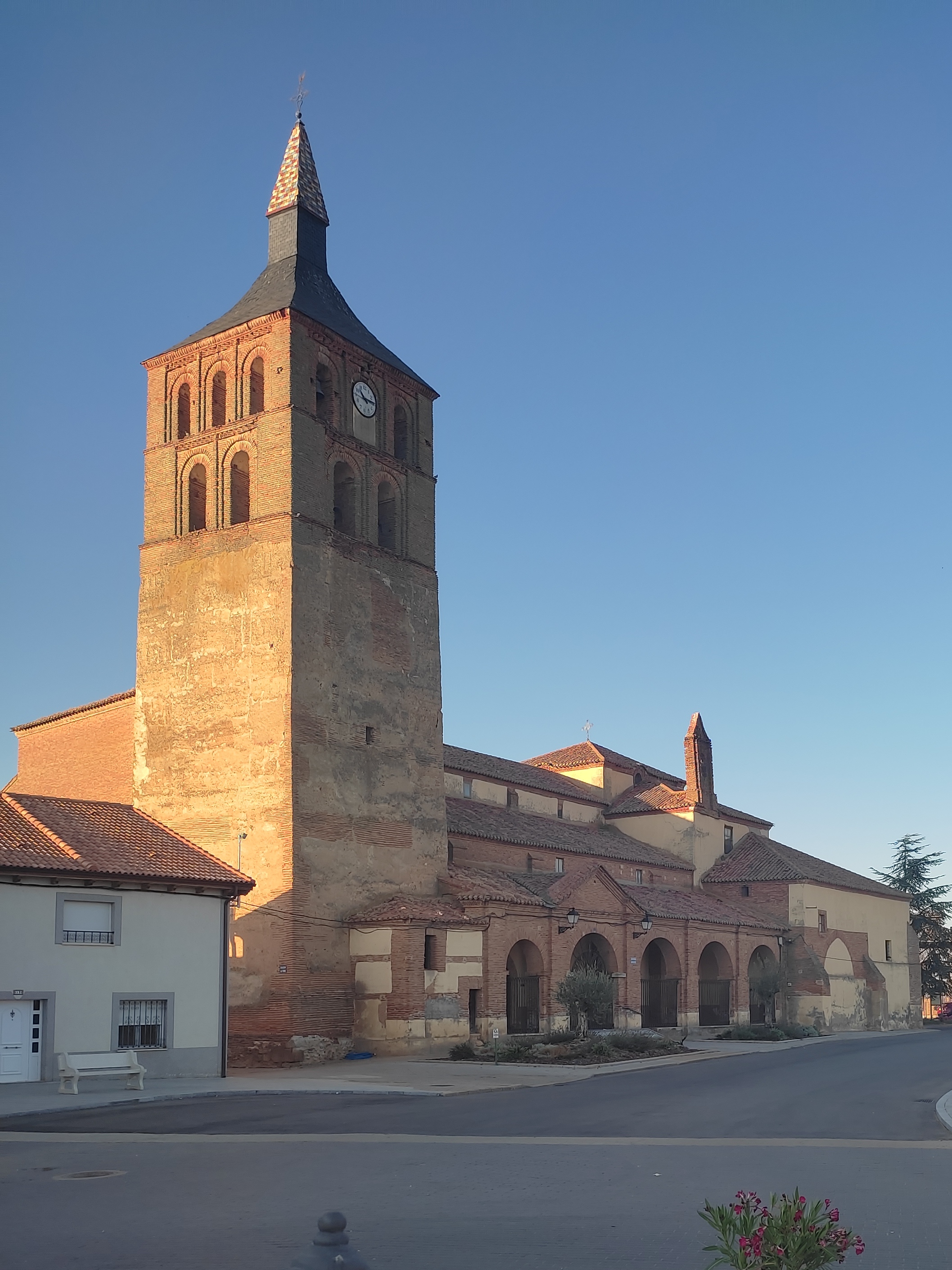
Peterskirche
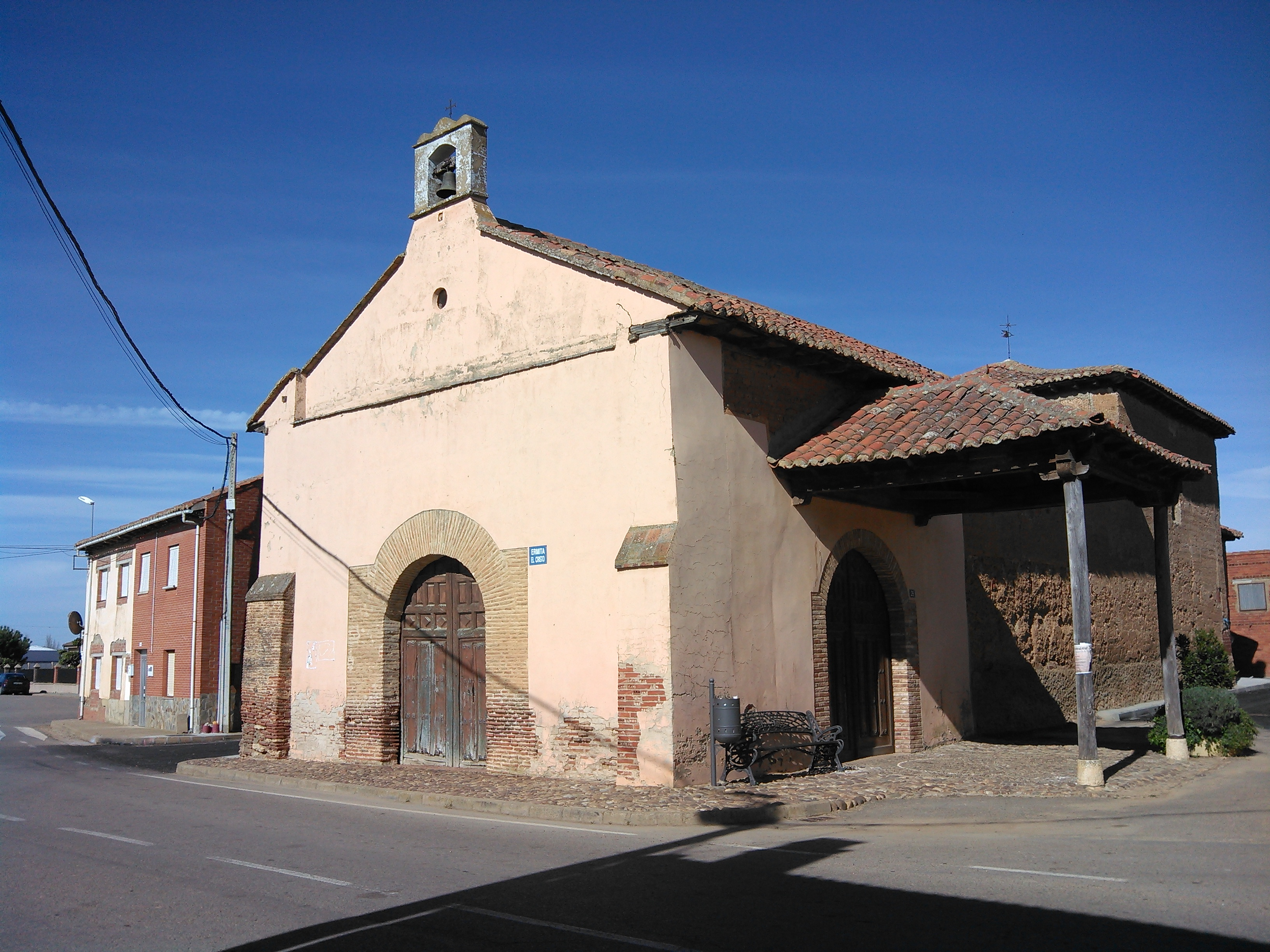
Christuskapelle
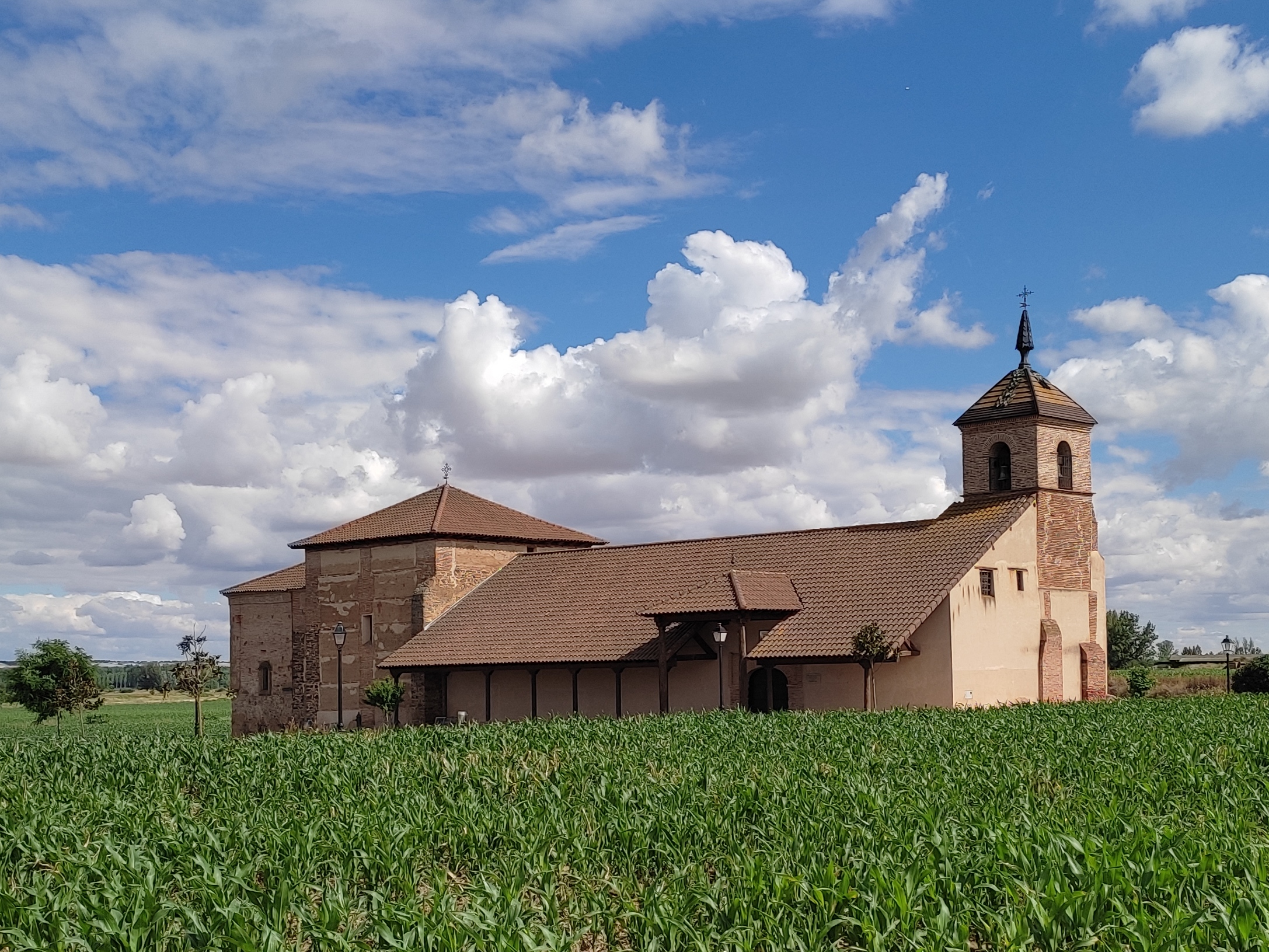
Marienkapelle
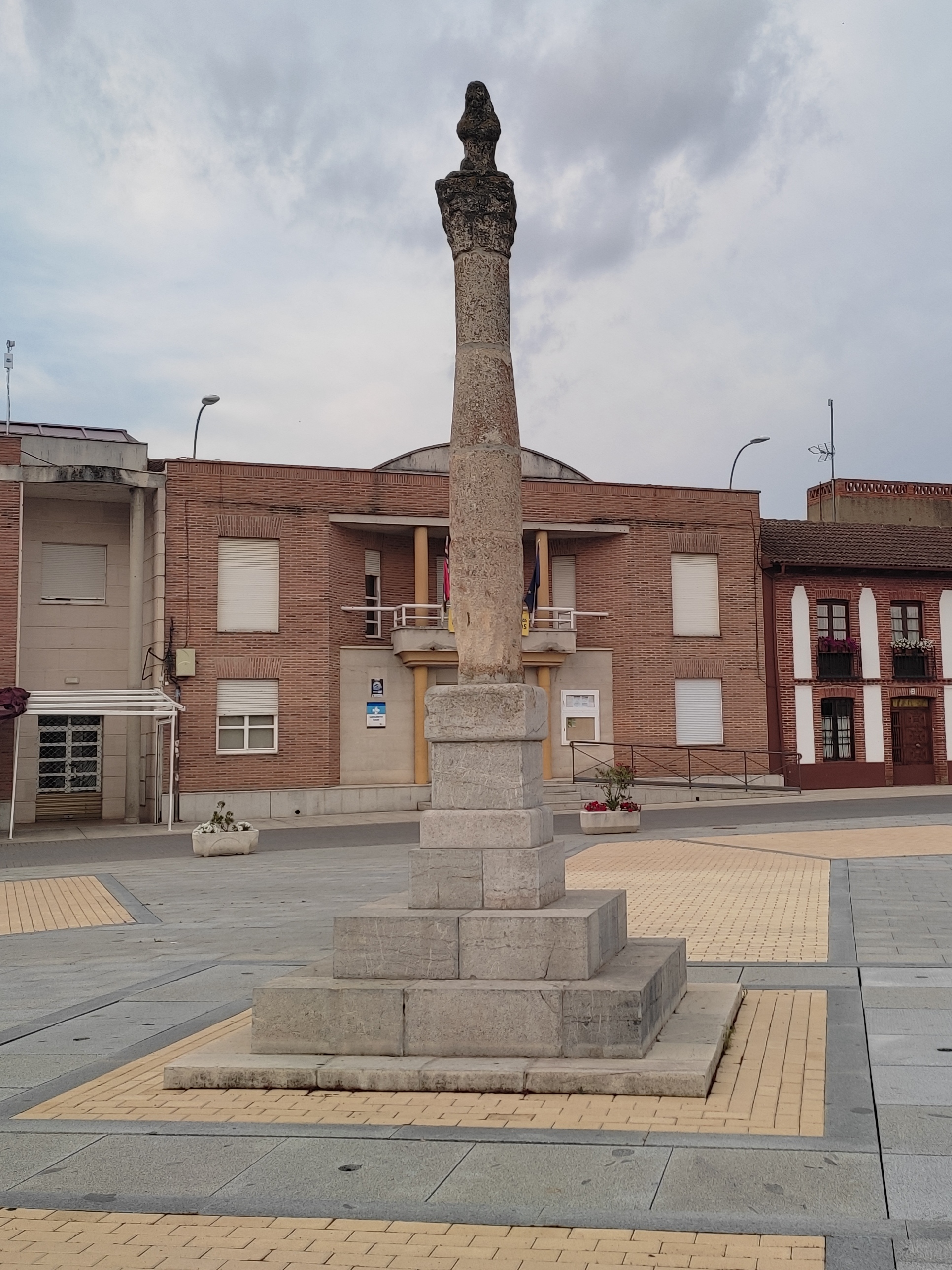
Gerichtssäule, dahinter das Rathaus

- Peterskirche
- Christuskapelle
- Marienkapelle
- Gerichtssäule, dahinter das Rathaus